# Przepływ
Przepływ – ruch płynu, podstawowe pojęcie z zakresu kinematyki płynów. W ujęciu ogólnym przepływ można scharakteryzować tzw. metodą Eulera przez podanie pola prędkości płynu, czyli zależności prędkości od współrzędnych przestrzennych i czasu.

## Rodzaje przepływów
W kinematyce płynów stosuje się następujące rodzaje przepływu:
- Przepływ stacjonarny (ustalony) – przepływ, w którym w każdym punkcie obszaru zajętego przez płyn jego prędkość nie zmienia się. Przy takim założeniu równania opisujące ruch płynu (Naviera-Stokesa i ciągłości przepływu) przybierają prostsze formy.
- Przepływ laminarny (warstwowy) – przepływ, w  którym płyn przepływa w równoległych warstwach, bez zakłóceń między warstwami. Przepływ tego typu występuje przy odpowiednio małych prędkościach przepływu, które zależą od jego warunków i mechanicznych właściwości płynu. Bezwymiarowym parametrem, na podstawie którego można wnioskować o laminarności przepływu lub występowania turbulencji, jest Liczba Reynoldsa.
- Przepływ turbulentny – w płynie występują zmienne w czasie zakłócenia przepływu (np. wiry), zwane łącznie turbulencjami. Prędkość przepływu poszczególnych elementów płynu przestaje wtedy być prostą funkcją ich położenia względem ścian naczynia, czy krawędzi natarcia.

W przypadku płynu nielepkiego i przepływu bezwirowego, przepływ ustalony nosi nazwę przepływu potencjalnego, ponieważ pole prędkości jest wtedy polem potencjalnym.